# JOAF!らくさぶろうのモーニングおん!
JOAF!らくさぶろうのモーニングおん!とは、2002年開始の南海放送のAMラジオ番組。パーソナリティはらくさぶろう。番組開始当初は後述の通り週2日の放送だったが、のちに真さんのいよ!AM-igo（現在はモーニングおん!フライデー）が放送されている金曜日を除く週4日に拡大した。2011年10月改編により月曜と火曜の放送が終了。再び開始当初の水曜と木曜のみの放送となった。さらに、2012年春改編で番組史上初の金曜日の放送に移動。週1での放送となった。
　2013年春改編で、月曜日から金曜日までのワイド番組が「エブリモーニング」に再編・統一されることに伴い、番組としては終了した。（らくさぶろうは、引き続き同番組の金曜プレゼンターを担当）

## 放送時間

### 2011年9月まで
- 毎週月～木曜日06:55～11:10

### 2011年10月～2012年3月
- 毎週水・木06:55～11:10

### 2012年4月～2013年3月
- 毎週金曜06:55～11:10

## タイムテーブル

### 2006年10月
- 06:55 オープニング
- 07:00 歌のない歌謡曲
- 07:18 情報宝島（LF）
- 07:23 ちびっこバンザイ
- 07:30 愛媛新聞ニュース
- 07:34 日産ラジオナビ
- 07:49 レースガイド
- 07:51 交通情報
- 07:55 愛媛新聞ニュース
- 08:00 日本全国8時です（TBS）
- 08:15 交通情報＋1
- 08:20 ネッツトヨタ瀬戸内 ミュージックモーニング
- 08:25 JOAF!芸能バイキング
- 08:30 愛媛新聞ニュース
- 08:35 武田鉄矢・今朝の三枚おろし（QR）
- 08:45 SUZUKIハッピーモーニング 鈴木杏樹のいってらっしゃい（LF）
- 08:50 朝のアミーゴ情報
- 08:55 愛媛新聞ニュース
- 09:00 朝のパブパブ
- 09:05 交通情報
- 09:10 
  - （月）忠政ひろふみの健康ふみふみ
  - （火）なんでも情報
  - （水）大澤眞知子のラジオでコラム
  - （木）山ちゃん・まんちゃんのおしゃれメガネ
- 09:15 朝のアミーゴ情報（月火木）
- 09:20 グッドモーニング!キャピイ
- 09:25 RNBこども音楽コンクール
- 09:30 キャピイ情報
- 09:35 TOYOTA DRIVING TALK（LF）
- 09:40 どっこいネットワーク21世紀応援団
  - きこえる天使のハーモニー（月5分間）
- 09:50 テレマートラジオショッピング
- 09:55 愛媛新聞ニュース
- 10:00 夏井いつきの一句一遊
- 10:10 あんたの一曲（水）
  - セルジオ越後のサッカーを100倍楽しく見る方法（木）
- 10:20 なんでもネットワーク
  - （月）動物パラダイス
  - （火）クロダくんのフィールドノート
  - （水）チョーさんの釣り談義
  - （木）健康バンザイ
- 10:30 朝のアミーゴ情報（月火木） いちおしれすとらん（水）
- 10:35 キャピイ情報
- 10:40 らくさぶろうの日清のどん兵衛!ど～んと、食べとぉみ～（水）
- 10:45 いちおしれすとらん（月火木）
- 10:50 ラジオショッピング
  - （月）ちゅら花
  - （火水木）はぴねすくらぶ
- 10:55 愛媛新聞ニュース
- 11:00 ランチリクエスト
- 11:05 クロージング

## その他
- パーソナリティであるらくさぶろうが1人だけで進行するという、AMラジオの朝のワイド番組では珍しい形式を取っている。
- 祝日（特に、ハッピーマンデーの月曜日）には、らくさぶろうが休みになることが多く、代わりに南海放送の局アナが担当する。らくさぶろうが病気等で休んでいる日も同じ。
- 番組開始当初は、らくさぶろうは週2日の担当であり、他の曜日は南海放送の局アナ（合田みゆきアナ（「JOAF!みゆきのモーニングおん!」→寺尾英子アナ「JOAF!えいこのモーニングおん!」）が担当していた。